# Чилим (приток Барыша)
Чилим — река в России, протекает по Базарносызганскому и Барышскому районам Ульяновской области. Устье реки находится в 180 км от устья реки Барыш по левому берегу. Длина реки составляет 17 км, площадь водосборного бассейна — 70,6 км².
На реке стоят деревня Посёлки и село Новый Дол Малохомутёрского сельского поселения.

## Данные водного реестра
По данным государственного водного реестра России относится к Верхневолжскому бассейновому округу, водохозяйственный участок реки — Сура от Сурского гидроузла и до устья реки Алатырь, речной подбассейн реки — Сура. Речной бассейн реки — (Верхняя) Волга до Куйбышевского водохранилища (без бассейна Оки).
Код объекта в государственном водном реестре — 08010500312110000037118.